# 楳莚
楳莚（ばいえん、生没年不詳）とは、江戸時代の大坂の浮世絵師。

## 来歴
師系・経歴不明。『上方絵一覧』は「北洲と交遊のあつた俳優などの餘技ではないかと思ふ」と述べている。文政2年（1819年）に大坂で興行された芝居の役者絵が作として知られる。

## 作品
- 「日本駄右衛門・嵐吉三郎」　大判錦絵3枚続の内　早稲田大学演劇博物館所蔵　※文政2年9月、大坂中の芝居『遠近潟恋賊』より。北洲との合作